# Ștefan Micle
Ștefan Micle (n. 25 septembrie 1817, Feleacu, Comitatul Cluj – d. 4 august 1879, Iași) a fost un pedagog și fizician român, profesor universitar la Iași. Între 1867-1875 a fost rector al Universității din Iași. Pe 7 august 1864 s-a căsătorit în Biserica Bob din Cluj cu Veronica Micle (născută Ana Câmpeanu), viitoare poetă și iubită a poetului Mihai Eminescu, pe atunci o adolescentă de 14 ani.

## Date biografice
Ștefan Micle s-a născut în comuna Feleac, lângă Cluj, din părinți săraci. A urmat școala primară la Cluj, iar studiile liceale le-a făcut la Cluj, Blaj și Bistrița. A frecventat Facultatea de Drept din Cluj, pe care o termină cu nota eminente în 1843. În 1850 obține o bursă și se duce la Viena, unde urmează Școala Politehnică, obținând diploma de inginer în anul 1855. În anul 1856 vine la Iași și este numit profesor de fizică și chimie la Academia Mihăileană. Fiind numit, în 1858, și profesor la Școala militară din Iași, Ștefan Micle lucrează aici până în 1860. Odată cu înființarea Universității din Iași, la 26 octombrie 1860, Ștefan Micle este numit profesor universitar la catedra de fizică și chimie. În 1866 Ștefan Micle pierde catedra de Fizică de la Liceul Academiei și rămâne cu catedra de la Facultatea de Științe din Iași. În perioada 1867-1875 a fost rectorul Universității din Iași. În 1875 Ștefan Micle e îndepărtat de la conducerea Universității și numit director al Școlii de Arte și Meserii, în localul căreia s-a mutat împreună cu familia.
Ștefan Micle și Veronica au avut două fete - Valeria (1866) căsătorită Micle-Sturza și Virginia Livia (1868).
Câteva crâmpeie din viața sa, dar mai ales a soției sale - Veronica Micle, sunt prezentate de Eugen Lovinescu în romanul Bălăuca.

## Lucrări în manuscris
- Mecanica agricolă
- Curs de astronomie
- Zoologia
- Chimia analitică
- Chimia anorganică
- Chimia experimentală
- Fizica